# Baku
Baku (někdy také jako Baky nebo Baki; ázerbájdžánsky Bakı, rusky Баку, persky باکو Badkube) je hlavní a největší město, obchodní a kulturní středisko a zároveň největší přístav Ázerbájdžánu. Leží na západním břehu Kaspického moře, uprostřed naftových polí, odkud vedou početné ropovody.

## Etymologie
Název Baku pochází ze starých perských jmen města Bad-kube, což znamená „město, kde vítr fouká“, nebo Baghkuh, což znamená „Boží hora“.

## Historie
Místo bylo osídleno už v době kamenné a bronzové, v 1. stol. n. l. je obsadili Římané. V blízkém Qobustanu byl nalezen kámen s římským nápisem z doby kolem roku 90. V 8. století oblast ovládali panovníci z blízkého Sirvanu (Širvan), kteří museli čelit útokům Chazarů a od 10. stol. také Rusů. Po těžkém zemětřesení přenesli roku 1191 své sídlo do Baku. Město opevnili, stejně jako řadu menších měst v okolí, vybudovali přístav a řadu pevností včetně pevnosti Sabaiyl na ostrově.
Počátkem 16. století nastoupila v sousedním Íránu nová dynastie Safiovců a šáh Ismá'il I. Baku oblehl a dobyl. Sirvanští Safíovci vládli dál pod perskou nadvládou, ale když vymřeli, ovládli město Rusové. Roku 1735 je museli Íráncům vrátit, ale koncem 18. století je na příkaz carevny Kateřiny II. opět obsadili a v přístavu se usadila ruská flotila. Roku 1797 se Rusové opět stáhli, ale po vítězství v Rusko-perské válce v roce 1813 perská kavkazská území obsadili a natrvalo je začlenili do své říše. Baku tehdy mělo asi 8 tisíc obyvatel.

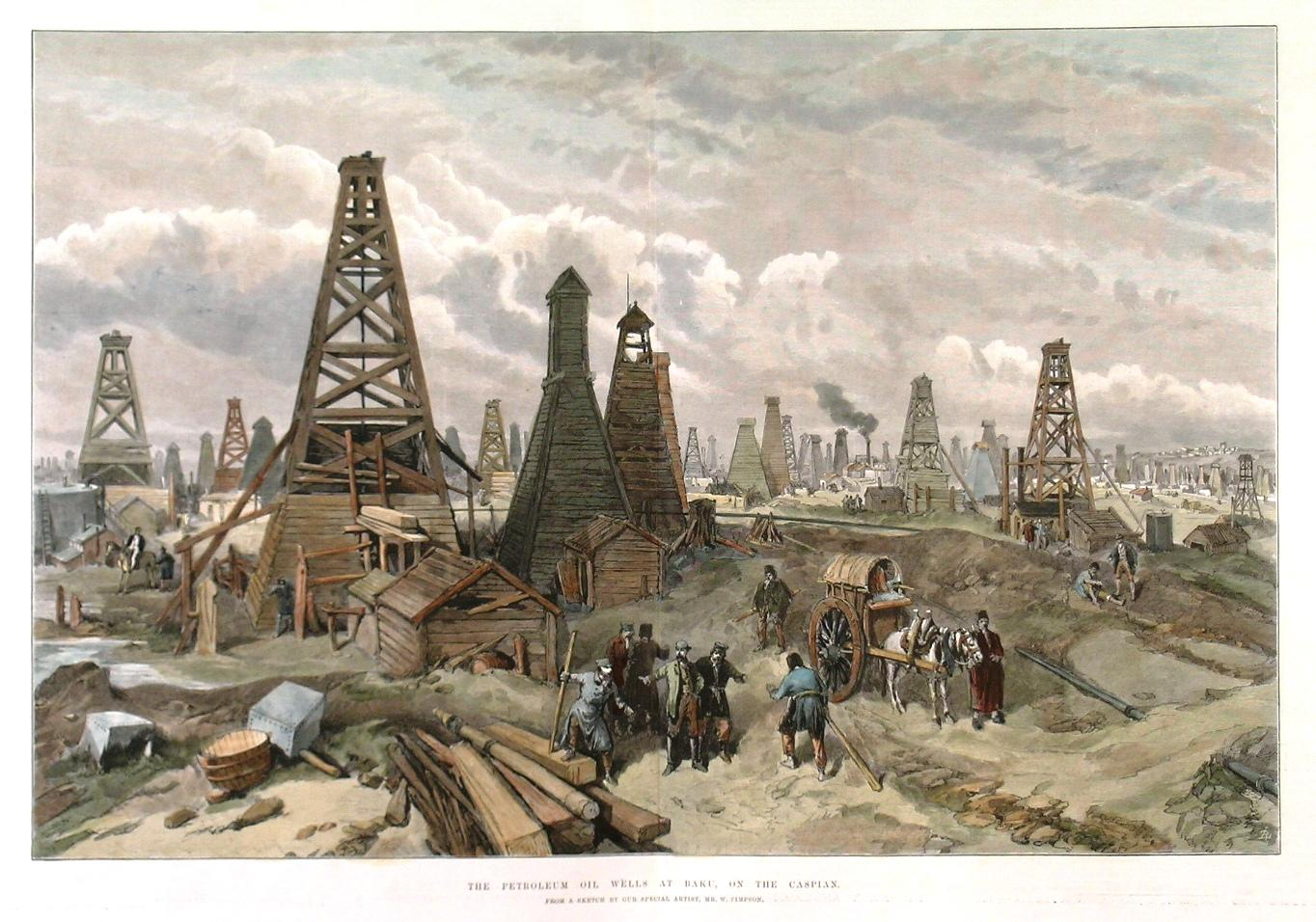
Ropná pole v Baku (William Simpson, 1886)

Těžba ropy začala v 19. století a rychle se rozvíjela, jak poptávka po ní v průmyslových zemích rostla a jak ruské úřady uvedly akcie naftových společností na burzy. Roku 1846 byl v Baku uskutečněn první ropný vrt a polský geolog Witold Glenicki našel způsob, jak ropu těžit i z moře. Kolem roku 1900 pocházela z Baku polovina světové těžby a počet obyvatel rostl rychleji než v západních metropolích.
Ve zmatcích po konci první světové války se v Baku chopil moci bývalý bolševik Stěpan Šahumjan a vytvořil v Baku komunu. V tzv. "Březnových dnech" 1918 povraždili povstalci asi 3 až 12 tisíc obyvatel Baku a vyhlásili Ázerbájdžánskou demokratickou republiku (ADR), první demokratický a sekulární stát s muslimskou většinou. Stát se ovšem cítil slabý a požádal o pomoc ottomanské Turecko. Turecká armáda s vojskem Ázerbájdžánských dobrovolníků a dalších frakcí Baku dobyla a v tzv. "Zářijových dnech" vyplenili Ázerbájdžánci – s tichým souhlasem tureckého velitele – arménské domácnosti ve městě. Zahynulo 10 až 30 tisíc Arménů. Město pak obsadila britská armáda, která roku 1919 předala moc místní vládě. V dubnu 1920 však obsadila Baku Rudá armáda a připojila k sovětskému Rusku.
Za druhé světové války byla naftová pole v okolí Baku jedním ze strategických cílů Hitlerova tažení proti SSSR, jeho vojska se však v listopadu 1942 dostala jen do vzdálenosti asi 530 km od Baku a po nezdaru ve Stalingradu oblast opustila. Po rozpadu Sovětského svazu po roce 1990 prošlo Baku hlubokou proměnou, tisíce domů byly zbořeny a nahrazeny parky a město se rychle přiblížilo evropským standardům.

## Geografie
Rozkládá se na ploše 260 km² na Apšeronském poloostrově u Kaspického moře, má 2 374 000 obyvatel (2015), nachází se nedaleko významných ropných polí a soustřeďují se zde rafinerie a většina ázerbájdžánského průmyslu. Dělí se na dvě základní části – "Staré město" (ázerbájdžánsky İçəri Şəhər), uvnitř historických hradeb, a novější okolní čtvrti.
Za dob SSSR bylo Baku páté největší město v zemi po Moskvě, Leningradu, Kyjevě a Taškentu.
Baku má nadmořskou výšku −28 m. Je nejníže položeným hlavním městem světa a také největším městem, které se nachází pod úrovní mořské hladiny.

## Členění
Baku je rozděleno do dvanácti administrativních částí – rajónů (Binakadi, Karadagh, Chatai, Chazar, Narimanov, Nasimi, Nizami, Sabail, Sabunču, Surachanı, Jasamal a Pirallahı) a 48 městských částí.

## Památky

### Staré město s Palácem Širvanšáhů a Panenskou věží

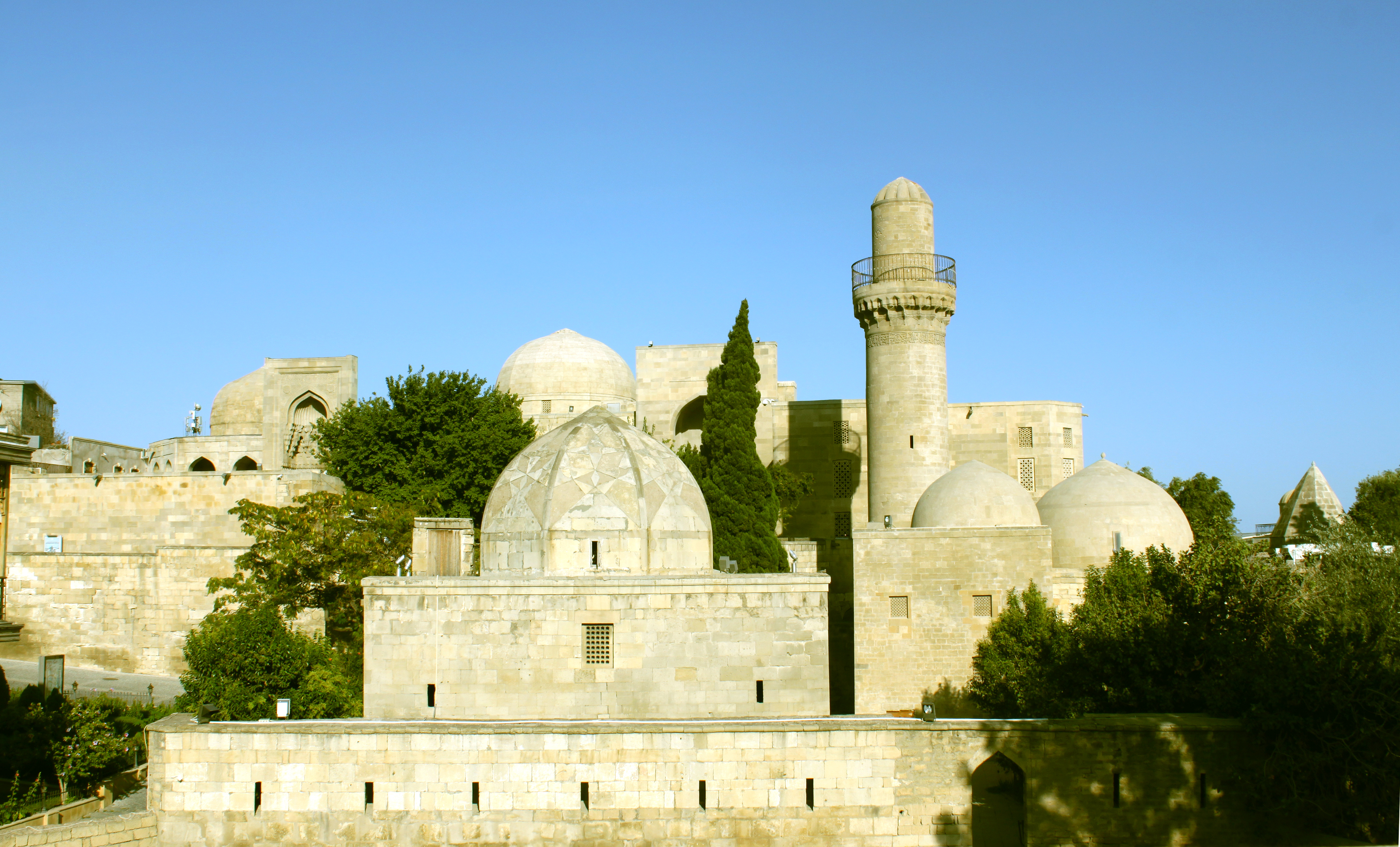
Palác Širvánšáhů ve Starém městě

Centrem Baku je "Staré město", které je zároveň pevností. V roce 2000 byla tato část města s Palácem Širvanšáhů a Panenskou věží zapsána do seznamu Světového dědictví UNESCO. İçəri Şəhər (čti Ičeri šeher) doslova znamená „centrum města“, je to oblast Baku ohraničená pevnou hradbou. Návštěvníci tuto část Baku označují jako „Staré město“, protože se jedná o nejstarší část Baku. Staré město, právě tak jako Panenská věž, bylo pravděpodobně postaveno ve 12. století. Podle některých badatelů však stálo již dříve, možná již v 7. století.

### Moderní architektura
V Baku se nachází také několik staveb moderní architektury, dominantou města jsou Plamenné věže či Centrum Hejdara Alijeva.

### Muzea v Baku
- Ázerbájdžánská národní galerie – (Azərbaycan Milli İncəsənət Muzeyi)
- Národní muzeum dějin Ázerbájdžánu – (Milli Azərbaycan Tarixi Muzeyi)

## Doprava
V Baku funguje síť metra se dvěma tratěmi, nazývaná Baki Metropoliteni.
Autobusovou dopravu zajišťují soukromé minibusy (známé také jako maršutky), které nemají pevné zastávky, zastaví na znamení u hlavních silnic nebo dle domluvy. Jsou zde dvě oficiální taxi služby a spousta soukromých taxikářů.
V Baku je Mezinárodní letiště Hejdara Alijeva. Je položeno 25 km od Baku v Bině.
Baku je také důležitý přístav. Trajektové spojení funguje pravidelně z Baku napříč Kaspickým mořem do Turkmenbaši (dříve Krasnovodsk) v Turkmenistánu a Bandar Anzali a Bandar Nowšar v Íránu.
Přímé vlaky spojují město s Machačkalou, Moskvou, Rostovem na Donu, Charkovem a Kyjevem.

## Podnebí
Níže uvedená tabulka ukazuje průměrné teploty a srážky během roku.
| Baku – podnebí        | Baku – podnebí | Baku – podnebí | Baku – podnebí | Baku – podnebí | Baku – podnebí | Baku – podnebí | Baku – podnebí | Baku – podnebí | Baku – podnebí | Baku – podnebí | Baku – podnebí | Baku – podnebí | Baku – podnebí |
| Období                | leden          | únor           | březen         | duben          | květen         | červen         | červenec       | srpen          | září           | říjen          | listopad       | prosinec       | rok            |
| --------------------- | -------------- | -------------- | -------------- | -------------- | -------------- | -------------- | -------------- | -------------- | -------------- | -------------- | -------------- | -------------- | -------------- |
| Průměrná teplota [°C] | 3              | 3              | 6              | 11             | 17             | 22             | 25             | 25             | 21             | 16             | 11             | 6              | 14             |
| Průměrné srážky [mm]  | 3,6            | 2,0            | 2,0            | 2,0            | 1,3            | 0,8            | 0,3            | 0,8            | 2,0            | 3,3            | 3,0            | 3,3            | 24,4           |
| Zdroj: Weatherbase    |                |                |                |                |                |                |                |                |                |                |                |                |                |

## Členství v mezinárodních společenstvích
Baku je členem OWHC a Sister Cities International, bylo také kandidátem na Olympijské hry v roce 2016, ale 4. června 2008 nepostoupilo dále.

## Univerzity
Baku je centrem vzdělávání v Ázerbájdžánu. Je sídlem mnoha státních i soukromých univerzit:
- Ázerbájdžánská lékařská univerzita
- Ázerbájdžánská státní ekonomická univerzita
- Ázerbájdžánská státní naftová akademie
- Ázerbájdžánská technická univerzita
- Ázerbájdžánská univerzita jazyků
- Akademie múzických umění v Baku
- Bakuská slovanská univerzita
- Státní univerzita v Baku
- Ázerbájdžánská mezinárodní univerzita
- Univerzita Khazar
- Univerzita Odlar Yurdu
- Univerzita Qafqaz
- Univerzita Western

## Osobnosti města
- Natalia Arseněva (1903–1997), běloruská básnířka a překladatelka
- Lev Davidovič Landau (1908–1968), sovětský fyzik, vysokoškolský profesor, nositel Nobelovy ceny za fyziku za rok 1962
- Mstislav Rostropovič (1927–2007), ruský violoncellista a dirigent
- Ajaz Mutalibov (1938–2022), ázerbájdžánský politik, prezident Ázerbájdžánu v letech 1991–1992
- Vladimir Meňšov (1939–2021), ruský herec a režisér, držitel Oskara za nejlepší cizojazyčný film
- Vagif Mustafazadeh (1940–1979), ázerbájdžánský jazzový klavírista a hudební skladatel
- Musa Manarov (* 1951), bývalý sovětský letecký inženýr a kosmonaut
- Lejla Junusová (* 1955), obhájkyně lidských práv, vězeňkyně svědomí Amnesty International
- Ilham Alijev (* 1961), ázerbájdžánský politik, úřadující prezident Ázerbájdžánu od roku 2003
- Garri Kasparov (* 1963), ruský šachový velmistr, mistr světa v šachu v letech 1985–2000, a opoziční demokratický politik
- Mehriban Alijevová (* 1964), politička, viceprezidentka Ázerbájdžánu od roku 2017
- Aziza Mustafa Zadehová (* 1969), ázerbájdžánská jazzová hudební skladatelka, pianistka a zpěvačka
- Chadídža Ismailová (* 1976), novinářka, vězeňkyně svědomí Amnesty International

## Partnerská města
- Astana, Kazachstán
- Basra, Irák
- Bordeaux, Francie
- Dakar, Senegal
- Džidda, Saúdská Arábie
- Haifa, Izrael
- Honolulu, Spojené státy americké
- Houston, Spojené státy americké
- Islámábád, Pákistán
- Smyrna, Turecko
- Kyjev, Ukrajina
- Lublaň, Slovinsko
- Moskva, Rusko
- Neapol, Itálie
- Paříž, Francie
- Petrohrad, Rusko
- Pretorie, Jihoafrická republika
- Rio de Janeiro, Brazílie
- Sarajevo, Bosna a Hercegovina
- Sivas, Turecko
- Tabríz, Írán
- Taškent, Uzbekistán
- Vídeň, Rakousko

## Fotogalerie

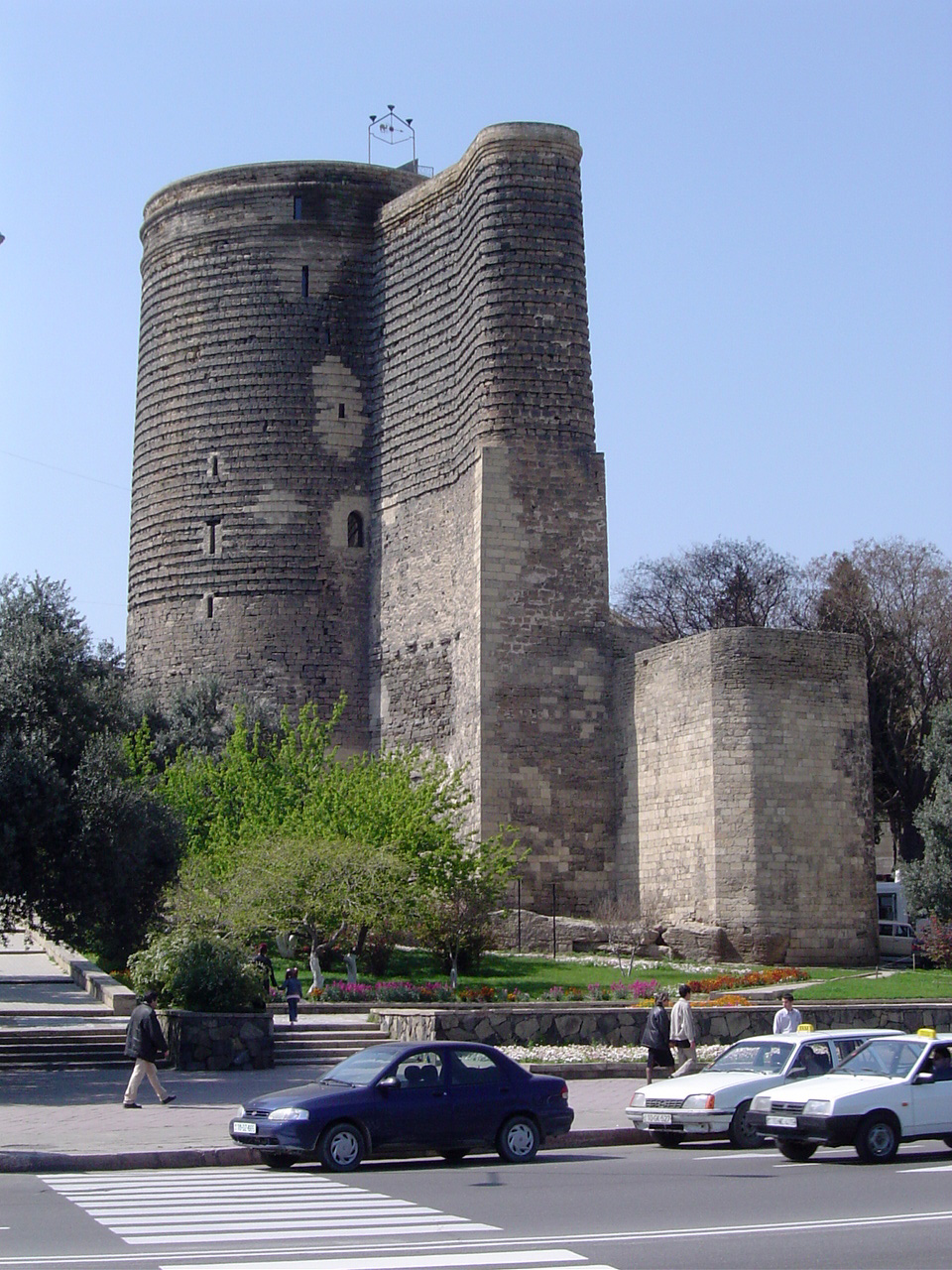
Panenská věž
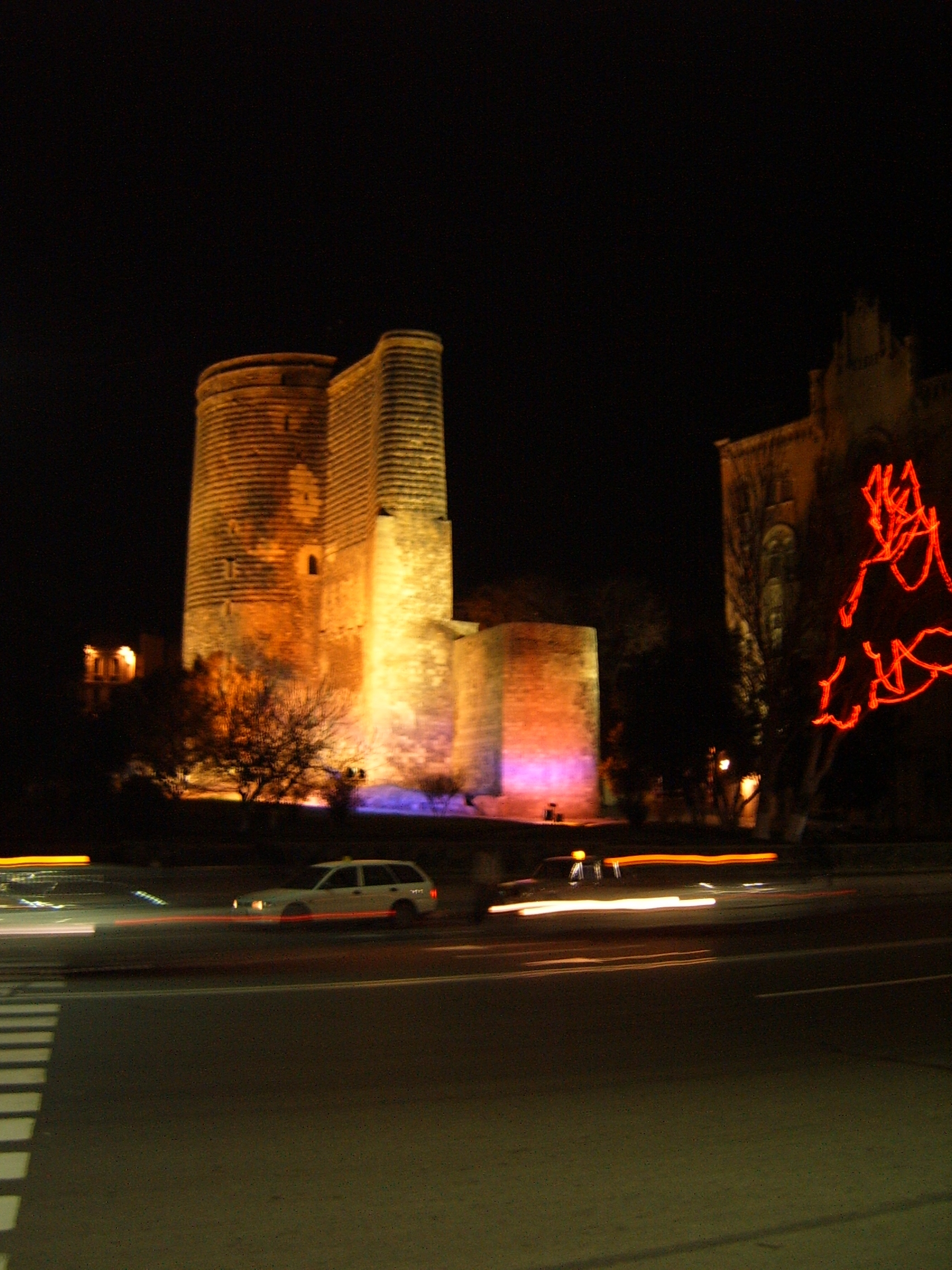
Panenská věž v noci
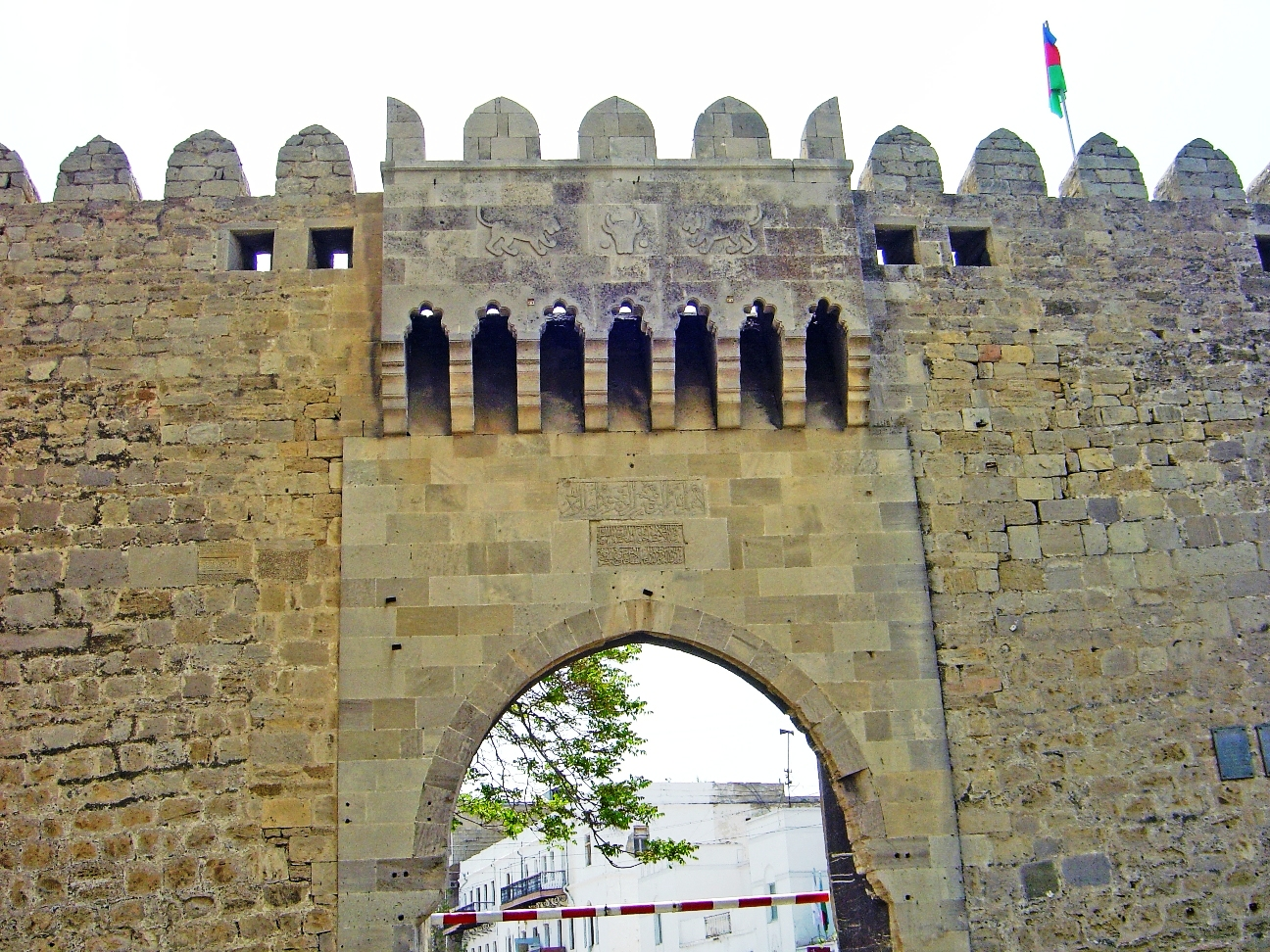
Brána do Starého města Baku
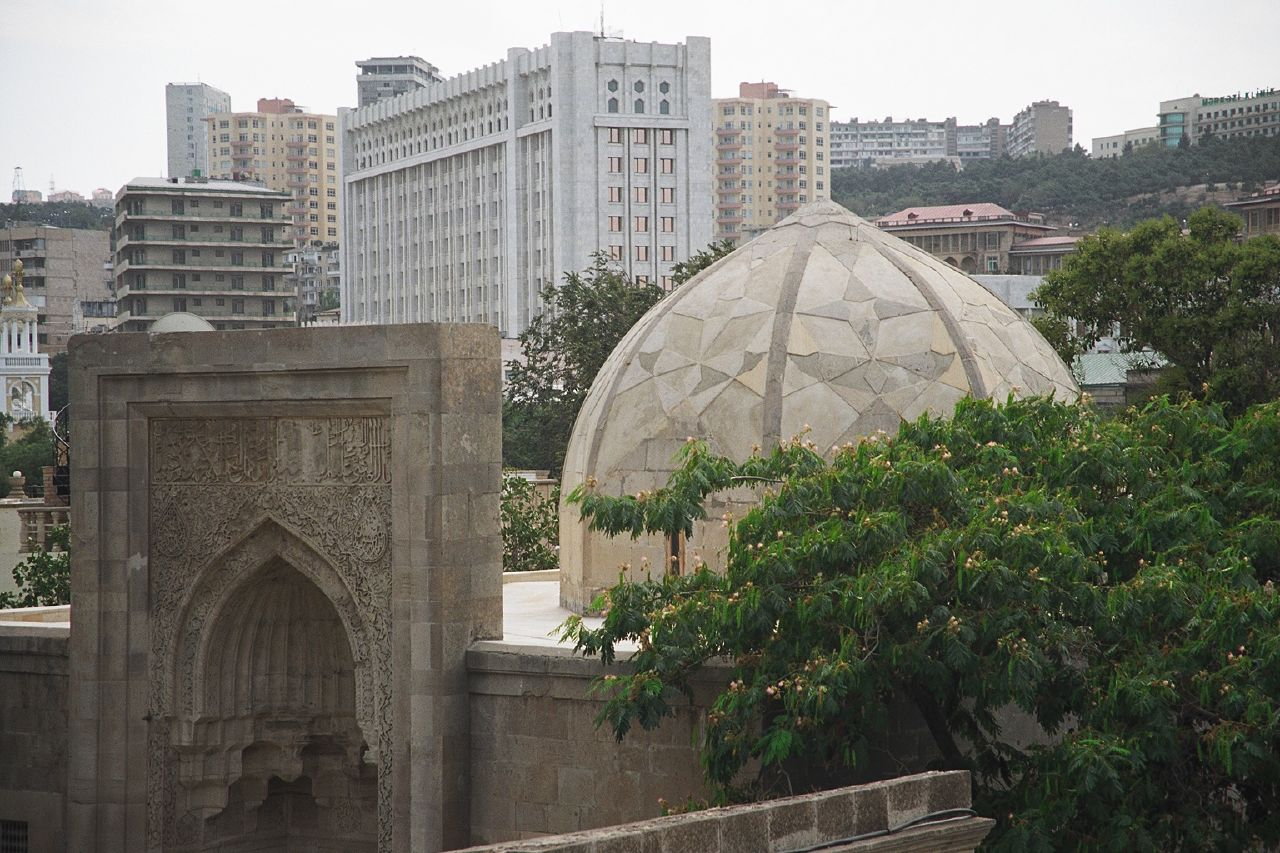
Staré město
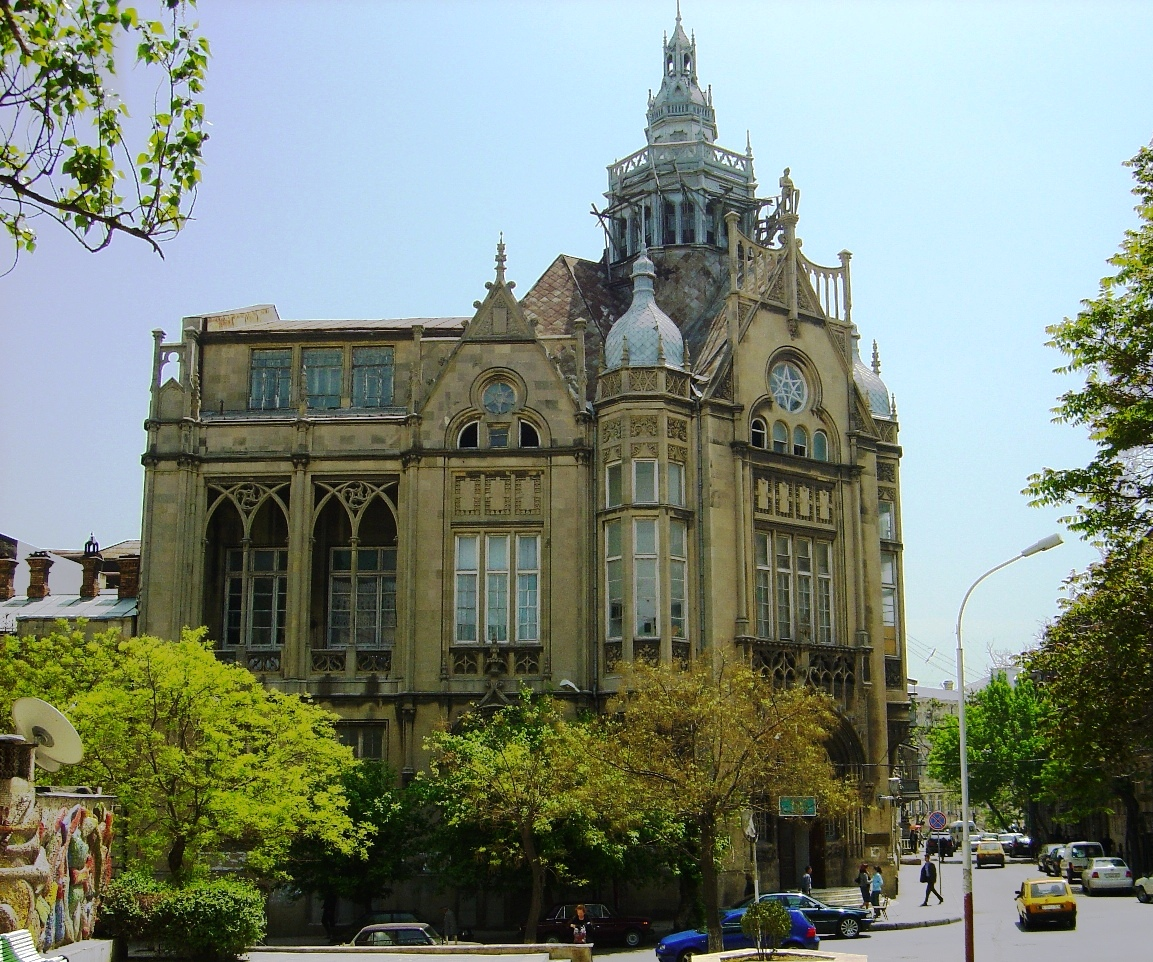
Svatební palác Musy Nagijeva
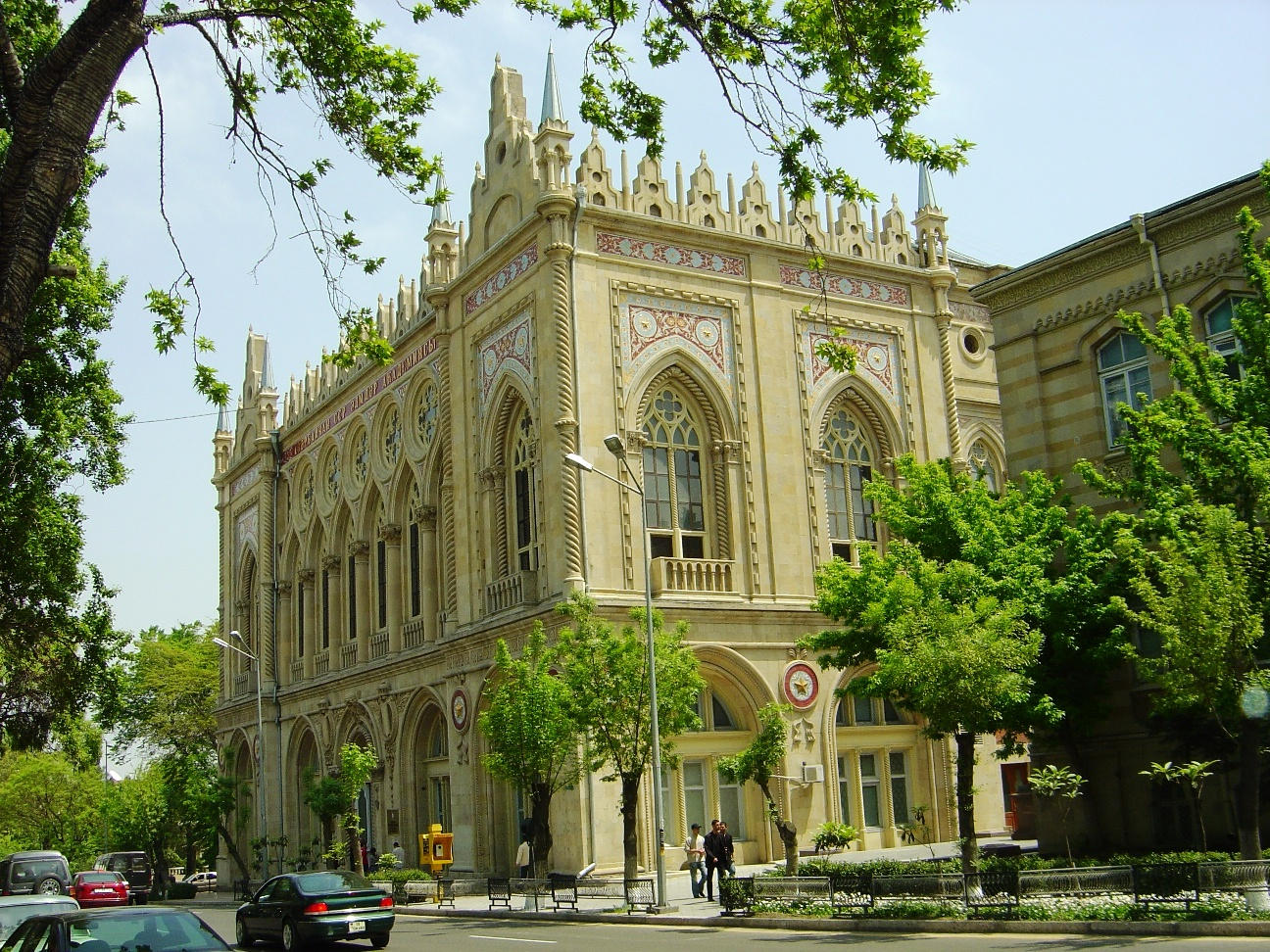
Ázerbájdžánská akademie věd
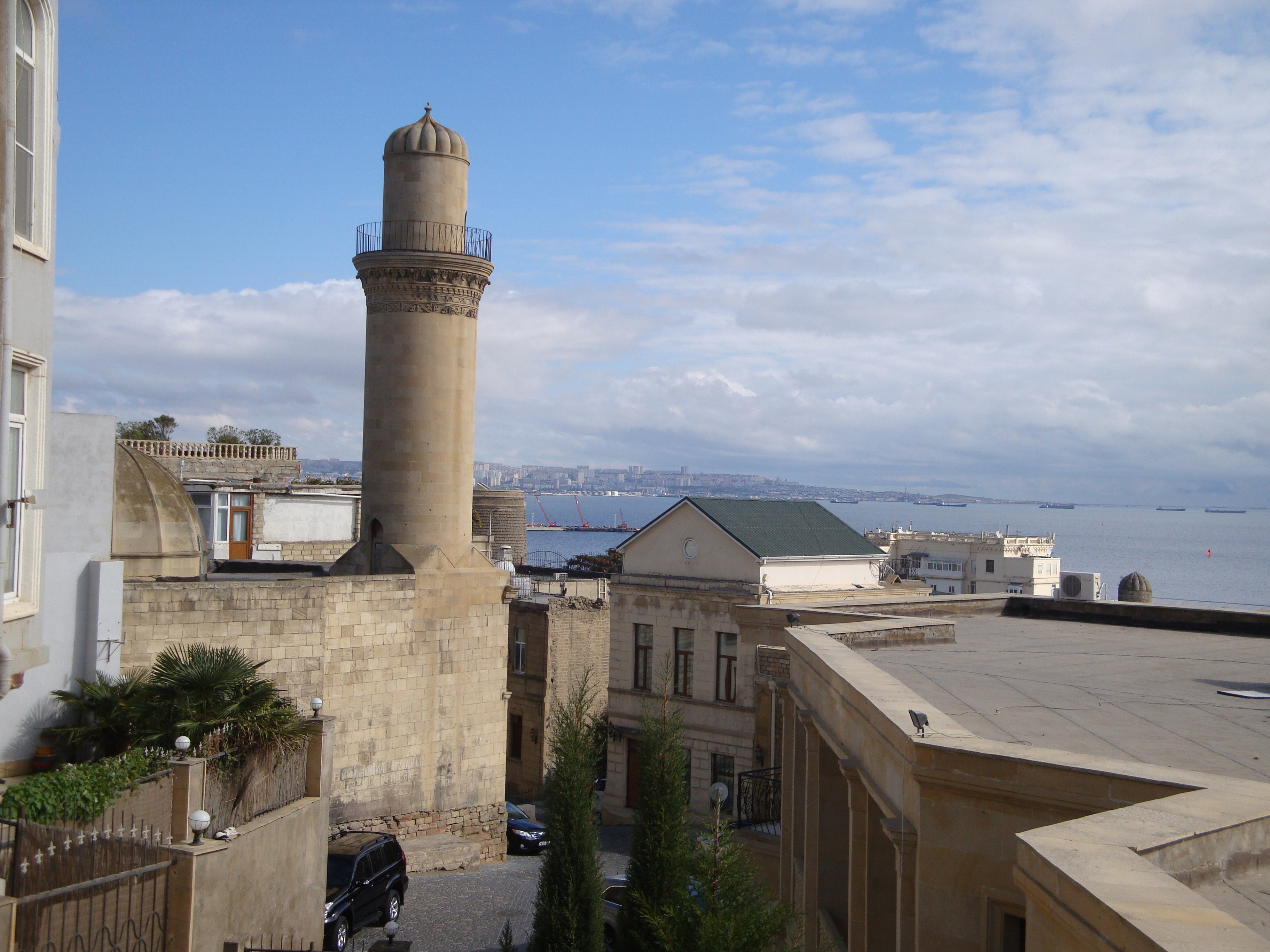
Baku – Staré město